# Грещак Богдан Михайлович
Богдан Михайлович Грещак (31 березня 1944, Тернопіль — 17 липня 2023) — радянський футболіст, український футбольний тренер, майстер спорту СРСР (з 1965).

## Біографія
Вихованець дитячої спортивної школи Тернополя. Перший тренер — Савицький.
Грав у командах «Авангард» (Тернопіль), СКА (Львів) (1965), ЦСКА (Москва) (1966), «Карпати» (Львів) (1967—1973).
Зіграв 3 матчі, забив 1 гол за олімпійську збірну СРСР.
Протягом 1979—1983 років працював тренером львівських «Карпат», у сезоні 2000/01 очолював «Тернопіль-Нива-2».

## Досягнення
- Володар Кубка СРСР: 1969
- Переможець першої ліги СРСР: 1968, 1970
- Чемпіон України: 1965
- Входив до числа 33 найкращих футболістів України (1970 і 1971) та СРСР (1971)
- Найкращий футболіст Львівщини 1971 року